# Plockton
Plockton (Schots-Gaelisch: Am Ploc/Ploc Loch Aillse) is een dorp in het Schotse raadsgebied Highland en heeft 378 inwoners.
Plockton is een dorp aan de oevers van Loch Carron. Door het milde zeeklimaat is het mogelijk dat de palmachtige Cordyline australis  (Cabbage tree) uit Nieuw-Zeeland hier kan overleven. De meeste huizen dateren van de 18de en 19de eeuw.
In de buurt van Plockton ligt Duncraig Castle, gebouwd door de familie Matheson met het geld dat ze hadden verdiend met de handel in opium.
Plockton wordt bediend door een spoorwegstation aan de Kyle of Lochalsh Line.

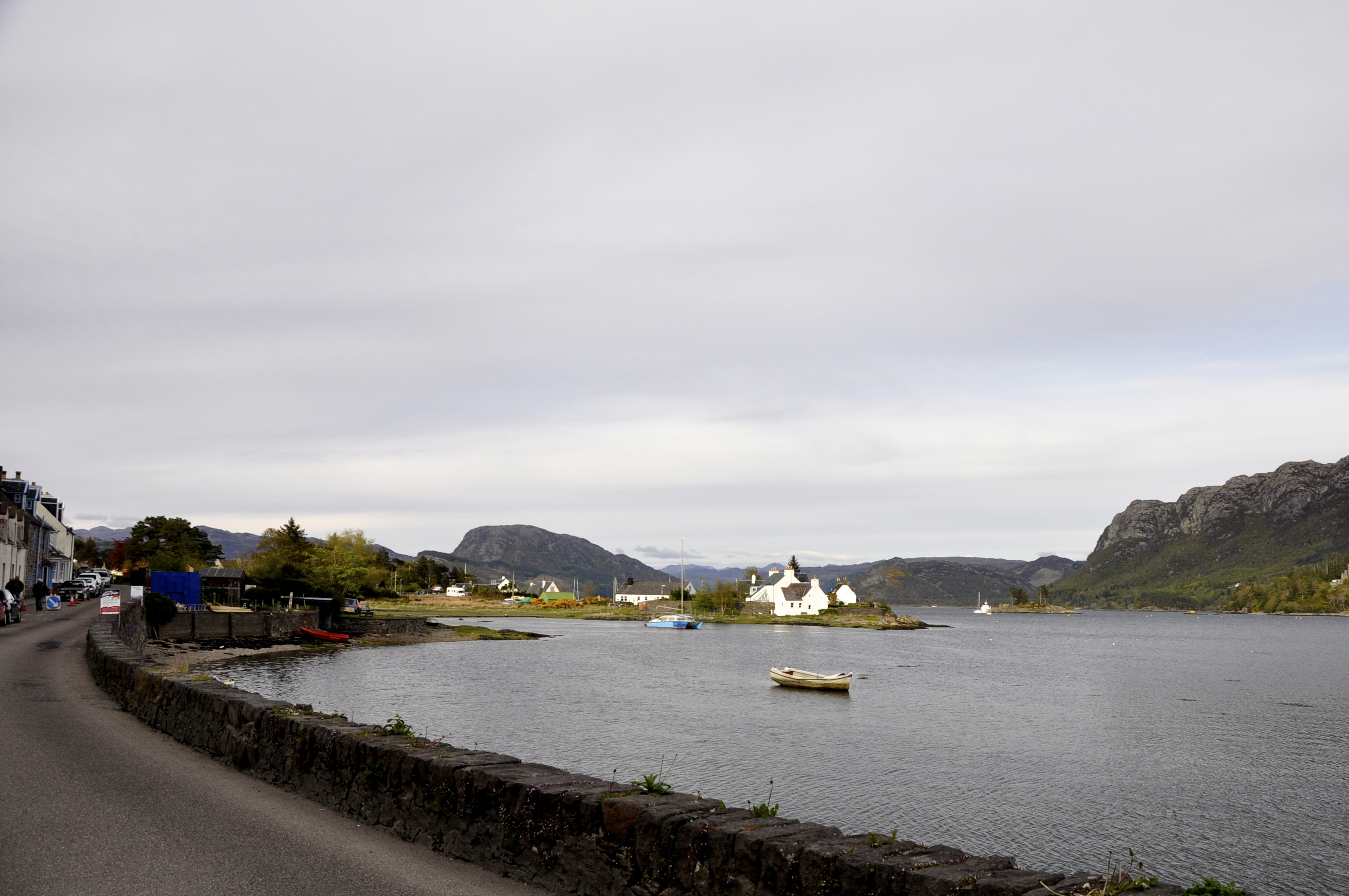
Plockton
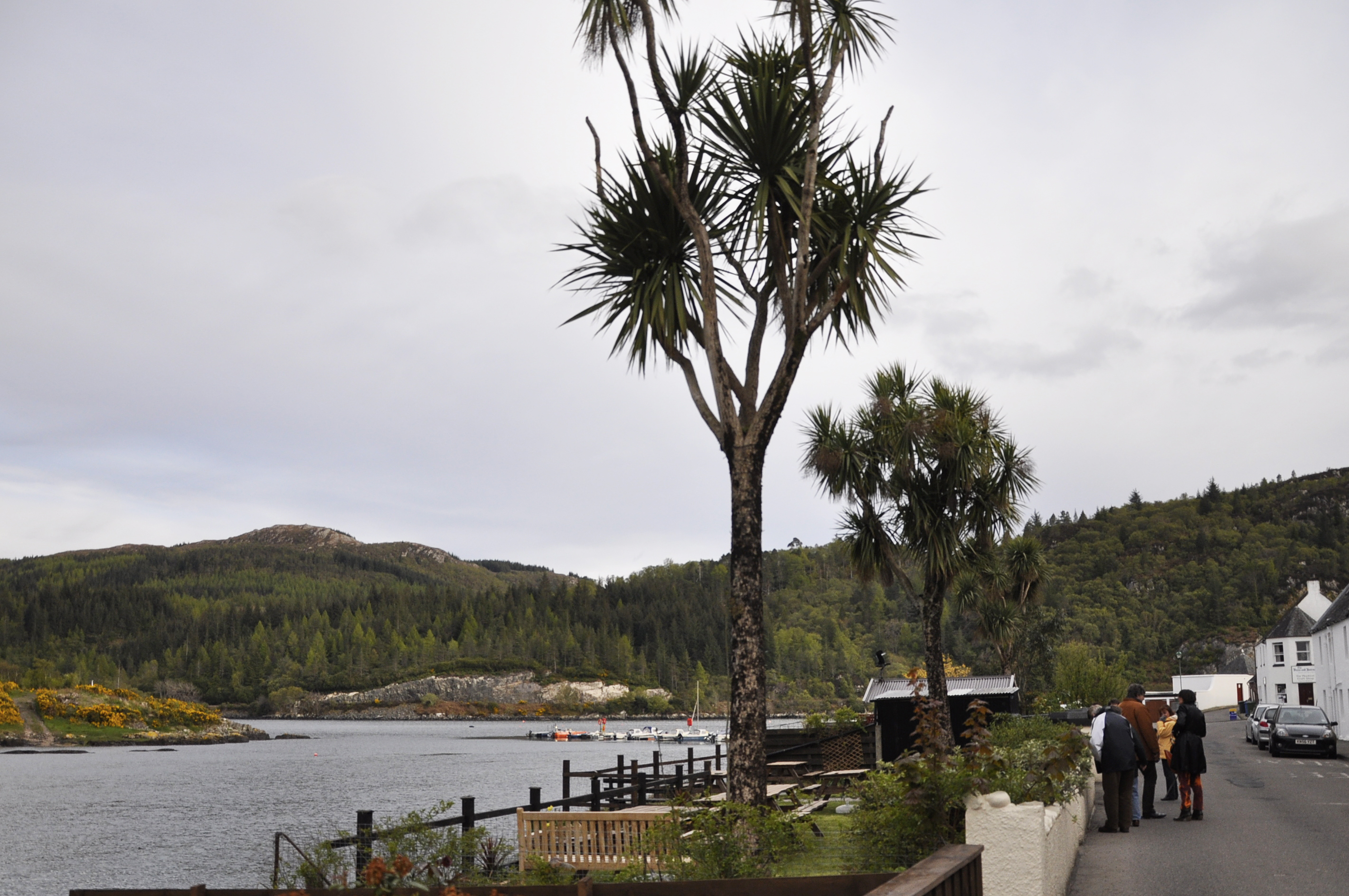
Plockton
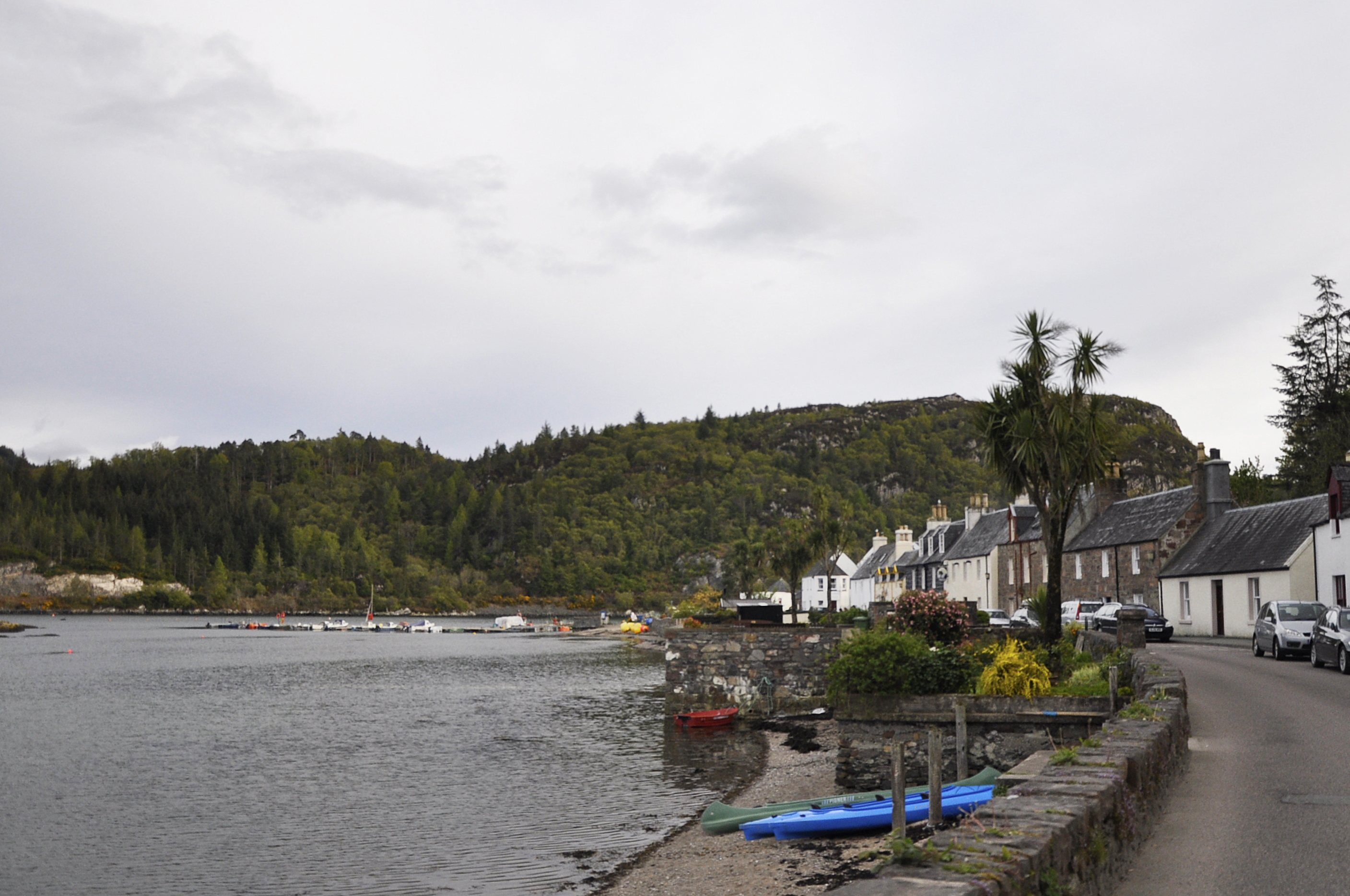
Plockton